# Emergência 000
Triple Zero (000) é o número de emergência nacional primária na Austrália.